# Csulak Lajos (tanító)
Csulak Lajos (Gidófalva, Háromszék megye, 1857. október 18. – Málnás, 1921. május) tanító, iskolaigazgató, író, újságíró.

## Életútja
Édesanyja málnási Málnássy Juliánna, ős székely huszár nemes családból való. Miután elvégezte a nagyenyedi főiskola V. gimnáziumi osztályát, a kolozsvári állami tanítóképzőbe lépett. Tanárai voltak Paál Ferenc és Fazakas József. Tanulmányait jeles eredménnyel végezte és Budapestre került. Gyenge szervezete azonban nem bírta ki az ottani környezetet, s orvosi rendeletre három hónap múlva kénytelen volt abbahagyni a tanulást és tanitói állást foglalt el. 1877. december 27-én a magyarvalkói községi iskolaszék 27 pályázó közül egyhangúlag megválasztotta, az akkor 20 éves fiatalt az iskola igazgatójává. Csulak Lajosban az írói tehetség már a képzőben mutatkozott. A önképzőkörben felolvasott dolgozatai — de legkivált kritikái – mind emlékkönyvbe kerültek. 1877 őszén pedig már megjelent a hírlapban (Nemere) első hírlapi cikke is. 
1880-ban a bodolai (Háromszék) községi iskolához pályázott, ahová azonnal meg is választották. 1884-ben az iskolát államosították, Csulakot a miniszter igazgatóvá nevezte ki. Időközben kezdett mind sűrűbben dolgozni a Sepsiszentgyörgyön megjelenő — s akkor alapított Székely Nemzetbe, melynek szerkesztője, Málik József azonnal felismerte a tehetséget s az ő biztatására nemcsak társadalmi és tanügyi, de szépirodalmi területen is kezdett tevékenykedni. Az első tárcája: Az okos szó, csak okos szó megjelenése után már lehetett látni, hogy tehetség-e hova fogja vonzani. Ez időben jelent meg Jakab Ödönnek Marosszéki Történetek c. kötete. Csulak azonnal hozzáfogott a Háromszéki Történetekhez, melyek mind a Székely Nemzetben jelentek meg. Évek során mintegy 39 tárcát publikált ezen a címen. Az olvasóközönség mohón szívta magába a jó ízű humorral, eredeti székelységgel írott dolgokat, a szerkesztő a vasárnapi számokban adta közre. De felismerte csakhamar Benedek Elek is, s Csulak attól fogva nagy tevékenységgel írt néhány fővárosi, valamint számos vidéki lapba. 1903-ig megjelent dolgozatainak száma több mint hatszázra tehető. 
Bodoláról hivatalból az alvinci iskolaigazgatóságára helyezték 150 forint előléptetéssel. Két év múlva áthelyeztette magát Segesvárra, ahol 10 évig működött. Ez alatt többször próbált Brassóba jutni, de nem sikerült, mig 1901-ben régi barátja Kilyéni Endre, aki akkor Brassó megye tanfelügyeletével volt megbízva, kész szívvel ajánlotta fel a szolgálatát, kérését maga vitte fel a minisztériumba, ahol azonnal áthelyezték, a brassói belvárosi iskolához került rendes tanítónak. 
Kéziratban van Székely lakodalmi versek c. műve, mellyel a Kemény Zsigmond Társaság pályázatán 300 korona díjat nyert. Ezek mellett munkatársa volt 11 politikai, szépirodalmi, tanügyi lapnak. Titkára volt a Nagy-Küküllő megyei Általános Tanító Egyletnek 9 évig, azután az Emke Nagy-Küküllő megyei választmányának és a Segesvári Polgári Körnek, melyek Segesvárról való eltávozása alkalmából átiratilag fejezték ki elismerésüket. Segesváron addig agitált, míg megteremtette a Magyar Polgári Kört az ottani magyar iparosok, vasúti altisztek számára, melynek alakulásától titkára volt. Évekig agitált egy magyar lap megalapítása érdekében, míg Gyöngyössy igazgató és Dancs Bertalan tanfelügyelővel sikerült is életre kelteni a Nagy-Küküllő c. lapot. Az Állami Tanítók Országos Egyesületének főjegyzője, az Országos Bizottságnak választmányi tagja volt.

## Művei
- Székely Történetek (Kolozsvár, 1898)
- Mikor iskolába jártunk (Budapest, 1901)
- Székelyföldön (Budapest, é. n.; Ezen művét a földművelési miniszter 100 koronával külön jutalmazta)
- Góbéságok (Sepsiszentgyörgy, 1902)